# محمود عبد المغني
محمود عبد المغني (مواليد 10 يونيو 1979) هو ممثل مصري. شارك في مجموعة مهمة من الأعمال السينمائية والتلفزيونية. من الوراق

## عن حياته
كانت بدايته كوجه جديد في مسلسل ليالى الحلمية مع المخرج إسماعيل عبد الحافظ ثم مع المخرج شريف عرفه الذي قدمه في دور تراجيدى في فيلم عبود على الحدود. بدأ حبه للتمثيل منذ كان في المدرسة الثانوية وبعدها التحق بالمعهد العالي للفنون المسرحية على الرغم من عدم وجود «واسطة» لكنه اعتمد على الله ثم موهبته، وكان من بين الـ 12الذين نجحوا في اختبارات المعهد. طوال فترة الدراسة بالمعهد عرف في أكاديمية الفنون بنشاطاته وساد انطباع طيب تجاهه بين المخرجين المتابعين لكنه رفض منطق الموافقة على تصوير حلقة أو اثنين على سبيل التعارف وكان يشعر أن موهبته أكبر من هذا فاختار أن تكون البداية بالمسرح لأنه يعلم الالتزام ويصقل الموهبة
قدم العديد من المسرحيات أثناء تواجده علي مسرح الجامعة وشارك في العديد من المهرجانات منها مهرجان المسرح التجريبي بالإضافة الي مهرجانات في الأردن وأخرى في إيطاليا وحصد عنها العديد من الجوائز.
في سنة 2000 قدمه شريف عرفة في فيلم «عبود علي الحدود» ليتعرف علي جمهور أكبر ثم كانت بدايته الأولي في الدراما من خلال مسلسل «الرقص على سلالم متحركة» مع المخرج مصطفى الشال، هذا المسلسل صنعا له نجاحاً غير عادى.. بعد ذلك شارك في الجزء الثاني من مسلسل «زيزينيا» مع جمال عبد الحميد ثم فيلم صايع بحر بعد هذا الفيلم دخل مسلسل «الرمال» واستوجب تصوير دوره السفر إلى الجونة لمدة تسعة شهور.. وهناك جلس مع نفسه وقرر إعادة ترتيب أوراقه من جديد وتغيير أسلوب أدائه حتى يعبر إلى الجمهور بوجهة نظر تستحق التقدير.

## أعماله

### الأفلام
| - شمس: 2023 - يوم 13: 2023 - صاحب المقام: 2020 - حملة فرعون: 2019 - الكهف: 2018 - كرم الكينج:2015- كرم الكينج - النبطشي:2014- سعد | - رد فعل:2011- طارق سعد الدميري - الكبار:2010- على عبد المنعم - مقلب حرامية:2009- سيد استك - الشبح:2007- سليمان - حوش إللي وقع منك:2007- يوسف - كشف حساب:2007- عمر - الجزيرة:2007- طارق | - زي الهوا:2006- حمادة - ملاكي إسكندرية:2005- فتحى - دم الغزال:2005- رضا ريشة - صايع بحر:2004- عماد / العمده الجرسون - يوم الكرامة:2004- ممدوح منيع - خالتي فرنسا:2004- رشيد - عبود على الحدود:1999- وهدان |

### المسلسلات
| - جوما: 2025 - كوبرا: 2024 - بـ100 راجل: 2024 - حضرة العمدة: 2023 - مشوار الونش: 2022 - نور: 2022 - وجوه (وش تالت): 2022 - العائدون: 2022 - شارع 9: 2022 - حلوة الدنيا سكر: 2021 - حي السيدة زينب: 2021 - ضل راجل: 2021 - ورا كل باب (ج2): 2021 - النهاية:2020- ضيف شرف - بت القبايل: 2020 - خيط حرير: 2020 - سلطانة المعز: 2020 - ونسني: 2020 - أفراح إبليس (ج2): 2019 - سلسال الدم (ج5): 2018 - منطقة محرمة: 2018 - الحساب يجمع:2017- نور - الجماعة (ج2): 2017- محمود عبد اللطيف | - كلبش: 2017 - نصيبي وقسمتك 2 - ظل الرئيس: 2017- حازم صقر - ضيف شرف - أزمة نسب: 2016- إبليس - لما تامر ساب شوقية: 2015 - الحكر: 2014 - الركين:2013- جيكا - طرف ثالث:2012- ديبو (دياب) - قطار الصعيد:2012 - المواطن x: 2011 - طارق الشمارلي - شيخ العرب همام (آخر ملوك الصعيد): 2010- جابر - الحارة:2010- عبد الله - عايزة أتجوز:2010- مفيد - ضيف شرف - مذكرات سيئة السمعة:2010 - العيادة (ج2):2009 - سيت كوم- ضيف شرف - لحظات حرجة (ج1، 2، 3):(2007، 2010، 2012) د.خالد | - العميل 1001:2005- عادل - أحلام عادية:2005- شرابية - رمال:2004 - البنات:2003- نبيل - بيت من قطعتين:2003 - تحت الريح:2003 - أوراق مصرية (ج2): 2002- أنور السادات - بين شطين ومية:2002 - اللؤلؤ المنثور:2002 - حارة الطبلاوي:2001 - الرقص على سلالم متحركة:2001- النفيسي - زيزينيا (الليل والفنار):2000- صلاح - الجذور:1999 - الشارع الجديد:1997 - ليالي الحلمية: (ج5)1995- الشحات - الإمام البخاري: مسلسل |

### من أعماله المسرحية
- خالتي صفية والدير:1999
- أيام الإنسان السبعة:1997
- الطوق والاسورة:1996

### برامج
| - إحكي يا شهريار:2017 - عيش الليلة:2017 - أبيض وأسود:2016 - ضربة حظ:2016 - الليلة دي:2015 | - هبوط اضطراري:2015 - لعبة الأجزخانة:2014 - فؤش في المعسكر:2014 - مشبه عليك:2014 - معكم منى الشاذلي:2014 - نورت مع أروى:2013 | - ديسك النجوم:2012 - لقاء مستحيل:2010- أحمد منيب - طرطأ وفنجل:2008 - عفاريت حسين الإمام:2008 |

## روابط خارجية
- محمود عبد المغني على موقع IMDb (الإنجليزية)
- محمود عبد المغني على موقع الدهليز
- محمود عبد المغني على موقع قاعدة بيانات الأفلام العربية
- محمود عبد المغني على موقع كينوبويسك (الروسية)